# Linha Butovskaia (metro de Moscovo)

Linha Butovskaia

A linha Butovskaia (em russo:  Бутовская), por vezes referida como linha 12, é uma das linhas do metro de Moscovo, na Rússia.
Foi inaugurada em 27 de dezembro de 2003 (21 anos) e circula entre as estações de Ulitsa Starokatchalovskaia e Buninskaia Alleia. Tem ao todo 5 estações.